# أحبك كاليفورنيا
أنا أحبك ، كاليفورنيا '(1913) (بالإنجليزية:I Love You, California)هي الأغنية الرسمية لولاية كاليفورنيا. كلمات كتبها فرانسيس بيتي سيلفروود (1863–1924) ، لوس أنجلوس ، كاليفورنيا ، لوس أنجلوس كلاب ، أغسطس 2017. «شركة Silverwood تمتلك شركة ملابس في برودواي [لوس أنجلوس] ، في نفس المبنى الذي يقع فيه مسرح أورفيوم ، حيث كان فرانكنشتاين المدير الموسيقي لأوركسترا المنزل.» ثم تم وضع الكلمات على الموسيقى أبراهام فرانكلين فرانكنشتاين (1873-1934) . اطلع عليه بتاريخ 29 أغسطس 2017. «تم تنظيم أول أوركسترا مسرح دائمة في لوس أنجلوس في عام 1898 على مسرح أورفيوم بواسطة أبراهام فرانكشتاين ، الذي كان مديرها الموسيقي لأكثر من ثلاثين عامًا سنوات. قام بتنظيم فرق لشرطة لوس أنجلوس وقسم مكافحة الحرائق وفرقة ضريح الملائكة ، بالإضافة إلى خدمته في لجنة مكافحة الحريق في مدينة لوس أنجلوس.» كان فرانكشتاين ابن عم من 'سان فرانسيسكو كرونيكل منذ فترة طويلة الناقد الفني والفني ألفريد ف. فرانكشتاين. «[اسم غير معروف]». Ukiah Daily Journal. 1982-02-26. صفحة 5. اطلع عليه بتاريخ 29 أغسطس 2017. «Abraham F. Frankenstein كان ابن عمّ الناقد الفني والناقد لفنكر Chronicle الفريد V. Frankenstein» الوسيط |تكرر أكثر من مرة (مساعدة تم نشر الأغنية من قبل Hatch & Loveland، Music Printers، Los Angeles، California، تأسست Hatch & Loveland في عام 1911 بواسطة Charles Wesley Hatch (1885–) و Charles F. Loveland > وحقوق الطبع والنشر بواسطة FB سيلفروود في عام 1913. كانت الأغنية الرسمية لـ المعارض التي تقام في سان فرانسيسكو [معرض بنما-كاليفورنيا | سان دييغو] في عام 1915.